# 村上信五とスポーツの神様たち
『村上信五とスポーツの神様たち』（むらかみしんごとスポーツのかみさまたち）は、フジテレビ系列で2015年4月16日未明（15日深夜）から2017年9月21日（20日深夜）まで放送されたスポーツトークバラエティ番組 。MCは村上信五（関ジャニ∞）。村上にとって初の単独冠番組である。
尚、番組のオープニング前に『スポーツLIFE HERO'S』のオープニング映像を流用した5秒オープニング（2016年3月までは『FUJI NETWORK SPORT』）が流れる。

## ネット局
| 放送対象地域  | 放送局                       | 系列           | 放送日時                        | 備考       |
| ------------- | ---------------------------- | -------------- | ------------------------------- | ---------- |
| 関東広域圏    | フジテレビ（CX）             | フジテレビ系列 | 木曜 0:55 - 1:25（水曜深夜）    | 制作局     |
| 岩手県        | 岩手めんこいテレビ（MIT）[3] | フジテレビ系列 | 木曜 0:55 - 1:25（水曜深夜）    | 同時ネット |
| 宮城県        | 仙台放送（OX）               | フジテレビ系列 | 木曜 0:55 - 1:25（水曜深夜）    | 同時ネット |
| 山形県        | さくらんぼテレビ（SAY）      | フジテレビ系列 | 木曜 0:55 - 1:25（水曜深夜）    | 同時ネット |
| 福島県        | 福島テレビ（FTV）            | フジテレビ系列 | 木曜 0:55 - 1:25（水曜深夜）    | 同時ネット |
| 長野県        | 長野放送（NBS）              | フジテレビ系列 | 木曜 0:55 - 1:25（水曜深夜）    | 同時ネット |
| 岡山県 香川県 | 岡山放送（OHK）              | フジテレビ系列 | 木曜 0:55 - 1:25（水曜深夜）    | 同時ネット |
| 広島県        | テレビ新広島（TSS）          | フジテレビ系列 | 木曜 0:55 - 1:25（水曜深夜）    | 同時ネット |
| 高知県        | 高知さんさんテレビ（KSS）    | フジテレビ系列 | 木曜 0:55 - 1:25（水曜深夜）    | 同時ネット |
| 北海道        | 北海道文化放送（UHB）        | フジテレビ系列 | 金曜 1:30 - 2:00（木曜深夜）[4] | 遅れネット |
| 富山県        | 富山テレビ（BBT）            | フジテレビ系列 | 土曜 10:25 - 10:55              | 遅れネット |
| 福井県        | 福井テレビ（FTB）            | フジテレビ系列 | 日曜 9:30 - 10:00[5]            | 遅れネット |
| 中京広域圏    | 東海テレビ（THK）            | フジテレビ系列 | 月曜 1:25 - 1:55（日曜深夜）    | 遅れネット |
| 長崎県        | テレビ長崎（KTN）            | フジテレビ系列 | 水曜 1:10 - 1:45（火曜深夜）    | 遅れネット |
| 熊本県        | テレビくまもと（TKU）        | フジテレビ系列 | 火曜 0:55 - 1:25（月曜深夜）    | 遅れネット |
| 鹿児島県      | 鹿児島テレビ（KTS）          | フジテレビ系列 | 土曜 0:55 - 1:25（金曜深夜）    | 遅れネット |
| 沖縄県        | 沖縄テレビ（OTV）            | フジテレビ系列 | 日曜 8:25 - 8:55[6]             | 遅れネット |
- 村上信五の地元、関西テレビ（KTV）では2017年現在放送されていない。
- 新潟総合テレビ（NST）では、遅れネットで毎週水曜 1:00 - 1:30（火曜深夜）に放送していたが、2016年3月30日（29日深夜）で打ち切られた。
- 秋田テレビ（AKT）では2016年4月5日より遅れネットで水曜 15:50 - 16:20に放送していたが、同年9月14日で打ち切られた。
- テレビ西日本（TNC）では放送開始当初から3日遅れで放送。一旦2016年9月14日で打ち切られ、2017年4月13日（12日深夜）から60分遅れでの放送再開（第88回から）。しかし、金曜深夜にフジテレビ「FUJIYAMA FIGHT CLUB」のネット開始に伴い、2017年9月6日より「志村の夜」が当枠に移動。本番組は2017年8月31日（30日深夜）放送回をもって予告無く再び打ち切りとなった。

## 放送内容
| 回  | 放送日            | 放送内容 | 神･芸人ゲスト                                                                                   |
| --- | ----------------- | --- | ----------------------------------------------------------------------------------------------- |
| 1   | 2015年4月15日     | 伊藤みどりがゲストで登場する | 伊藤みどり､中野友加里､岡田圭右                                                                  |
| 2   | 2015年4月22日     | 高橋慶彦がゲストで登場する | 高橋慶彦､博多華丸､おのののか                                                                    |
| 3   | 2015年4月29日     | 森末慎二がゲストで登場する | 森末慎二､岡田圭右                                                                               |
| 4   | 2015年5月6日      | 中野浩一がゲストで登場する | 中野浩一､森末慎二､岡田圭右                                                                      |
| 5   | 2015年5月13日     | 釜本邦茂がゲストで登場する･前編 | 釜本邦茂､小木博明                                                                               |
| 6   | 2015年5月21日     | 釜本邦茂がゲストで登場する･後編 | 釜本邦茂､小木博明                                                                               |
| 7   | 2015年5月27日     | 岡部幸雄がゲストで登場する | 岡部幸雄､矢作兼                                                                                 |
| 8   | 2015年6月3日      | 神取忍がゲストで登場する | 神取忍､岡田圭右､おのののか                                                                      |
| 9   | 2015年6月10日     | 駒田徳広がゲストで登場する | 駒田徳広､塙宣之                                                                                 |
| 10  | 2015年6月17日     | 秋田豊がゲストで登場する | 秋田豊､小木博明､おのののか                                                                      |
| 11  | 2015年6月24日     | 旭道山和泰がゲストで登場する | 旭道山和泰､木本武宏､市川紗椰                                                                    |
| 12  | 2015年7月1日      | 藤原喜明がゲストで登場する | 藤原喜明､ギャビ･ガルシア､ケンドーコバヤシ                                                       |
| 13  | 2015年7月8日      | 松尾雄治がゲストで登場する | 松尾雄治､丹羽政彦､岡田圭右                                                                      |
| 14  | 2015年7月15日     | 陣内貴美子がゲストで登場する | 陣内貴美子､金石昭人､岡田圭右                                                                    |
| 15  | 2015年7月22日     | 福本豊がゲストで登場する | 福本豊､ビビる大木                                                                               |
| 16  | 2015年7月29日     | 競輪ツアー!知られざるKEIRINの裏側にカメラが潜入 | 中野浩一､釜本邦茂､福本豊､岡田圭右                                                               |
| 17  | 2015年8月5日      | ネイマールが緊急出演&2015年上半期スポーツ界は色々ありましたSP･前編 | ネイマール､釜本邦茂､福本豊､中野浩一､岡田圭右､ビビる大木                                         |
| 18  | 2015年8月12日     | 2015年上半期スポーツ界は色々ありましたSP･後編 | 釜本邦茂､福本豊､中野浩一､岡田圭右､ビビる大木                                                    |
| 19  | 2015年8月19日     | 釜本邦茂 初めてバレーボールを学ぶ! | 釜本邦茂､竹下佳江､岡田圭右                                                                      |
| 20  | 2015年8月26日     | 釜本邦茂が大人気! 大相撲の奥深さを学ぶ! | 釜本邦茂､高田川親方(元関脇･安芸乃島)､岡田圭右                                                   |
| 21  | 2015年9月2日      | 2時まで神テレビ! ｢テレビとスポーツ｣ ｢テレビ中継とスポーツのルール｣ | 輪島功一､釜本邦茂､中野浩一､神取忍､秋田豊､里崎智也､岡田圭右                                      |
| 22  | 2015年9月9日      | 2時まで神テレビ!(2回戦) ｢テレビとスポーツ｣ ｢差がありすぎ!神様たちのギャラ｣･｢歴代スポーツ中継 視聴率BEST10｣                                                            | 輪島功一､釜本邦茂､中野浩一､神取忍､秋田豊､里崎智也､岡田圭右                                      |
| 23  | 2015年9月16日     | 2時まで神テレビ!(3回戦) ｢人気獲得には欠かせないファンサービス｣･｢ファンから浴びせられた痛烈なヤジ｣･｢人気のバロメーター応援グッズ｣･｢思い出に残っているファンや応援は？｣ | 輪島功一､釜本邦茂､中野浩一､神取忍､秋田豊､里崎智也､岡田圭右                                      |
| 24  | 2015年10月14日    | 日本人だけが知らない世界では大人気のスポーツの魅力を大特集! | 坂田淳二､松下浩二､早福和彦､岡田圭右､小峠英二                                                    |
| 25  | 2015年10月21日    | 第46回世界体操競技選手権大会直前企画 森末慎二体操学校 | 森末慎二､釜本邦茂､輪島功一､岡田圭右                                                             |
| 26  | 2015年11月4日     | ボクシングを愛する男たちが選ぶ 日本歴代最強ボクサー | 具志堅用高､津江章二､宮崎正博､原功､粂川麻里生、岡田圭右                                          |
| 27  | 2015年11月11日    | セルジオ越後に思い切って聞く! 教え子･メディアに対する怒り･｢エラシコ｣誕生秘話                                                                                          | セルジオ越後､､岡田圭右                                                                          |
| 28  | 2015年11月18日    | 元祖甲子園のアイドル 定岡正二の噂の真相 | 定岡正二､岡田圭右                                                                               |
| 29  | 2015年11月25日    | 2015年プロ野球ペナントレース 衝撃裏話を大暴露&プロ野球大好き芸人達の密着企画                                                                                          | 広澤克実､森本稀哲､岡田圭右、山根良顕、松尾陽介、BLUERIVER                                       |
| 30  | 2015年12月2日     | 現･日本陸連理事の瀬古利彦がマラソン界へもの申す｡･ヒクソン･グレイシーインタビュー                                                                                      | 瀬古利彦､ヒクソン･グレイシー､岡田圭右､ビビる大木                                                |
| 31  | 2015年12月9日     | プロ野球を愛する男たちが選ぶ日本歴代最強左腕 BEST10 | 山本昌､安倍昌彦､菊池敏幸､キビタキビオ､岡田圭右                                                  |
| 32  | 2015年12月16日    | 陸上解説の神様･増田明美が解説の極意を語る。 | 増田明美､吉田香織､河本準一                                                                      |
| 33  | 2016年1月13日     | 栄光と強烈なキャラを持った神様SP | ?                                                                                               |
| 34  | 2016年1月20日     | 今でも愛されるプロ野球球団･近鉄バファローズSP | 金村義明､佐野慈紀､岡田圭右､伊地知大樹､小澤慎一郎                                                |
| 35  | 2016年1月27日     | 最強の男は誰だ!第3弾 サッカー歴代最強の背番号9は誰だ! | 釜本邦茂､武田修宏､清水英斗､六川則夫､吉崎エイジーニョ､岡田圭右                                   |
| 36  | 2016年2月3日      | 柔道バカが選ぶ 最強の柔道家BEST10 | 篠原信一､岡田圭右､三四六､あいすけ､やす                                                          |
| 37  | 2016年2月10日     | 野球バカが選ぶ 最強キャッチャーBEST10 | 里崎智也､槙原寛己､西朝美､森高夕次､岡田圭右､松尾陽介                                             |
| 38  | 2016年2月17日     | 取材したからこそわかった サクラセブンズの4つの魅力 | サクラセブンズ､ケンドーコバヤシ､岡田圭右                                                        |
| 39  | 2016年2月24日     | サッカーを愛する男たちが選ぶ 日本人が決めた記憶に残るフリーキックBEST5                                                                                                | じゅんいちダビッドソン､杉山茂樹､吉崎エイジーニョ､木村和司､岡田圭右､井本貴史                     |
| 40  | 2016年3月2日      | 相撲女子が選んだ 大相撲 平成の名勝負 BEST5 | 舞の海秀平､岡田圭右､横野レイコ､市川紗椰､山根千佳                                                |
| 41  | 2016年3月9日      | 野球バカ達が選んだ 日本プロ野球 最強守護神は誰だ!? | 山崎武司､岡田圭右､キビタキビオ､BLUERIVER､川原豪介､青木淳也､金沢慧                               |
| 42  | 2016年3月16日     | 競馬バカ達が選んだ 日本競馬 平成の名勝負 BEST5 | 杉本清､鈴木淑子､福原直英､カンニング竹山､土屋伸之                                                |
| 43  | 2016年3月30日     | 出張!現役神様を全力応援SP(1時間SP･4月30日に傑作選として再放送) | 三浦知良､城彰二､石川祐希､野村忠宏､松原梨恵､杉本早裕吏､松原梨恵､JOY石井､ゲッターズ飯田､中村和睦  |
| 44  | 2016年4月13日     | 野球バカ達が選んだ 日本プロ野球 バットコントロールの達人は誰だ!? | 篠塚和典､柳本元晴､手塚一志､キビタキビオ､岡田圭右                                                |
| 45  | 2016年4月20日     | 第1回 球史に残したい名場面アワード | 金村義明､山崎武司､高橋尚成､松中みなみ､岡田圭右､児嶋一哉                                         |
| 46  | 2016年4月27日     | 第1回 球史に残したい名場面アワード 後半戦 | 金村義明､山崎武司､高橋尚成､松中みなみ､岡田圭右､児嶋一哉                                         |
| 47  | 2016年5月4日      | 密着! オフの日のアスリートって何してる? 力士編 | 安美錦､日馬富士､勢                                                                              |
| 48  | 2016年5月11日     | 天才 野村が選ぶ! 神がかっていた俺の名勝負ベスト3 | 野村忠宏､山本隆弘､岡田圭右                                                                      |
| 49  | 2016年5月18日     | 競馬バカ達が選んだ 日本ダービー 名レースBEST5 | 池江泰郎､カンニング竹山､岡田圭右､福原直英                                                       |
| 50  | 2016年6月1日      | ゴルフメダル獲得の秘策 | 丸山茂樹､岡田圭右                                                                               |
| 51  | 2016年6月8日      | 寝不足してでも見たくなる!実はおもしろいオリンピック競技 | 中田大輔､伊勢田愛､じゅんいちダビッドソン                                                        |
| 52  | 2016年6月15日     | 歴代神様の◯◯しすぎちゃったSP | 高橋尚成､山崎武司､金村義明､木村和司､杉本清､岡田圭右､松中みなみら                                |
| 53  | 2016年6月22日     | 密着!オフの日アスリートって何してる? ガールズケイリン編 | 石井寛子､石井貴子､増茂るるこ､飯田よしの､軽部修子                                                |
| 54  | 2016年6月29日     | 密着!オフの日アスリートって何してる? Jリーガー編 | 大久保嘉人(とご家族の皆さん」)                                                                  |
| 55  | 2016年7月6日      | 取材したからこそわかった フェアリージャパンの知られざる魅力 | フェアリージャパン､山崎浩子                                                                     |
| 56  | 2016年7月13日     | ドン底から這い上がる27歳アスリートの本音 | 立石諒､高城直基                                                                                 |
| 57  | 2016年7月20日     | 黒田博樹マニア王決定戦 | 岡田圭右､竹内宏和､森田和樹､ゴッホ向井ブルー                                                     |
| 58  | 2016年7月27日     | 第1回 語り継ぎたい スポーツ伝説アワード | 岩本勉､柴田英嗣､塙宣之､山根千佳､黒田カントリークラブ                                            |
| 59  | 2016年8月3日      | 第1回 語り継ぎたい スポーツ伝説アワード 優勝決定戦 | 岩本勉､柴田英嗣､塙宣之､山根千佳､黒田カントリークラブ                                            |
| 60  | 2016年8月10日     | 密着!オフの日アスリートって何してる? プロ野球選手編(9月24日に傑作選として再放送)                                                                                      | 三浦大輔                                                                                        |
| 61  | 2016年8月17日     | 野球バカ達が選んだ 日本プロ野球最強のコントロールピッチャーは誰だ!?                                                                                                   | 三浦大輔､岡田圭右､金沢慧､キビタキビオ､村瀬秀信                                                  |
| 62  | 2016年8月24日     | プロ野球このファンサービスが凄い 行きたい球場はどこだ!? | 岡田圭右､西武ライオンズ･千葉ロッテマリーンズ･東京ヤクルトスワローズの各球団職員､谷保恵美､山部太 |
| 63  | 2016年8月31日     | 世界王者を陰で支える裏神様登場 | 岡田圭右､酒井敏也､井上真吾､岡田圭右                                                             |
| 64  | 2016年9月7日      | スポーツの本当にあった!?怖い話 プロ野球編 | 岡田圭右､BBゴロー､おおかわら､平井“ファラオ”光､川原豪介                                          |
| 65  | 2016年9月14日     | オリンピックお疲れ様 タラレバ教訓 バスツアー | 猫ひろし､八木かなえ､矢澤一輝､棟朝銀河､中田大輔､フェアリージャパン                               |
| 66  | 2016年10月5日     | 密着!オフの日アスリートって何してる? メダリスト特別編(1時間SP･5月8日に傑作選として再放送))                                                                            | 羽根田卓也､松本薫､三浦大輔                                                                      |
| 67  | 2016年10月12日    | スポーツデータ 最前線 知られざるデータの世界に潜入SP | 岡田圭右､金沢けい､鈴木雄大､滝川有伸                                                             |
| 68  | 2016年10月19日    | 新企画 ○○だけで30分 プロ野球 ヒーローインタビュー編 | 元木大介､岡田圭右､梶原雄太､松中みなみ                                                           |
| 69  | 2016年10月26日    | 新企画 ○○だけで30分 プロ野球 胴上げ編 | 石井一久､岡田圭右､梶原雄太､松中みなみ                                                           |
| 70  | 2016年11月2日     | 新企画 ○○だけで30分 プロ野球 ユニホーム編 | 山崎武司､岡田圭右､藤田憲右､ほのか                                                               |
| 71  | 2016年11月9日     | 東京オリンピック･パラリンピック 全競技制覇への道 第1回 スポーツクライミング                                                                                           | 野中生萌､越真希､岡田圭右                                                                        |
| 72  | 2016年11月16日    | 新企画 ○○だけで30分 プロ野球 日本一熱いロッテファン編 | 薮田安彦､岡田圭右､藤原光博                                                                      |
| 73  | 2016年11月23日    | 競馬好き芸能人 馬券の買い方 | 細江純子､ノブ小池､小嶋陽菜､小澤陽子､堤礼実                                                      |
| 74  | 2016年11月30日    | 野球女子 2016日本プロ野球名シーン | 岡田圭右､磯山さやか､松中みなみ､稲村亜美                                                         |
| 75  | 2016年12月7日     | 村上だけに見せた 一流アスリート 衝撃スクープ9連発SP |                                                                                                 |
| 76  | 2016年12月8日     | お一人様におすすめオッズパーク杯ガールズグランプリ2016を100倍楽しむ方法                                                                                               | 中野浩一､小林莉子､山原さくら､児玉碧衣､小沢一敬､岩本輝雄､パンサー､島田純史､競輪小僧              |
| 77  | 2017年1月11日     | スポーツ お祓いスペシャル | 杉谷拳士､槙野智章､岡田圭右､藤田憲右､ヒデ､石田芳道､黒田カントリークラブ                          |
| 78  | 2017年1月18日     | スポーツ お祓いスペシャル 下半期編 | 杉谷拳士､槙野智章､岡田圭右､藤田憲右､ヒデ､石田芳道､黒田カントリークラブ                          |
| 79  | 2017年1月25日     | 新企画 ○○だけで30分 伝来40周年･プロレス ラリアット編 | 小橋建太､ビビる大木､岡田圭右                                                                    |
| 80  | 2017年2月1日      | 新企画 ○○だけで30分 今､読むべき野球マンガ編 | 鈴木尚広､岡田圭右､中岡創一ら                                                                    |
| 81  | 2017年2月8日      | 完全最下位でも見捨てないで! オリックス･バファローズ | 山崎福也､若月健矢､岡田圭右ら                                                                    |
| 82  | 2017年2月15日     | サッカー界の劇的ロスタイムゴールSP | 岡野雅行､ヒデら                                                                                 |
| 83  | 2017年2月22日     | Jリーグ開幕直前 ごっつぁんゴールの魅力 大解剖SP | 武田修宏､ヒデら                                                                                 |
| 84  | 2017年3月1日      | アスリート セカンドキャリアSP | 岡部将和､増渕竜義､小谷実可子､岡田圭右ら                                                         |
| 85  | 2017年3月8日      | 東京オリンピック･パラリンピック 全競技制覇への道 第2弾 空手編 | 喜友名諒､植草歩､岡田圭右ら                                                                      |
| 86  | 2017年3月15日     | スポーツの本当にあった!?怖い話 第2弾 プロサッカー編 | マリン､平畠啓史､酒井健太ら                                                                      |
| 87  | 2017年3月22日     | 一流アスリートがスポーツの話を封印したらすごい話聞けちゃったSP･スピンを極めたものたちのくるくる頂上決戦                                                               | 野村忠宏､松田丈志､清水宏保､吉田沙保里､畠山愛理､佐藤春佳､大野愛地､高橋大輔ら                     |
| 88  | 2017年4月12日     | 一流アスリートがスポーツの話を封印したらすごい話聞けちゃったSP 後編                                                                                                   | 野村忠宏､松田丈志､清水宏保､吉田沙保里､畠山愛理､                                                 |
| 89  | 2017年4月19日     | 観戦に行きたくなる! Jリーグ ファンサービスバトル! | 中田浩二､柴田英嗣ら 鹿島アントラーズ･FC東京･川崎フロンターレ各チームスタッフ                    |
| 90  | 2017年4月26日     | 観戦に行きたくなる! Jリーグ ファンサービスバトル!第2弾 | 大久保嘉人､柴田英嗣ら                                                                           |
| 91  | 2017年5月3日      | アスリート セカンドキャリアSP | 元木大介､嵜本晋輔ら                                                                             |
| 92  | 2017年5月10日     | プロ野球 助っ人外国人のコストパフォーマンス ランキング | 森本稀哲､かみじょうたけしら                                                                     |
| 93  | 2017年5月17日     | もしかしたらスポーツ専門のカメラマンには世には出てないけど珠玉の一枚があるんじゃないの?                                                                               | 西山和明､福田直樹､倉元一浩､岡田隆ら                                                             |
| 94  | 2017年5月24日     | もしかしたらスポーツ史に残る名シーンにはもっと脚光を浴びていい名脇役がいるんじゃないの?                                                                               | 志田宗大､伊集院光ら                                                                             |
| 95  | 2017年5月31日     | もしかしたらアスリートはプロポーズも男前なんじゃないの? | 木佐彩子､亀井京子､丸高愛美､MALIA.ら                                                             |
| 96  | 2017年6月7日      | もしかしたら アスリートは姉さん女房の方がいいんじゃないの? | 木佐彩子､亀井京子､丸高愛美､MALIA.ら                                                             |
| 97  | 2017年6月14日     | もしかして よく見るアレってスポーツが詳しい人でも分からないんじゃないの?                                                                                              | 加藤諒､グローバー､小島瑠璃子ら                                                                  |
| 98  | 2017年6月21日     | もしかして よく見るアレってスポーツが詳しい人でも分からないんじゃないの? 後半戦                                                                                       | 加藤諒､グローバー､小島瑠璃子ら                                                                  |
| 99  | 2017年6月28日     | もしかしたら ウチらのスポーツも村上信五のおかげで盛り上がるんじゃないの?                                                                                              | HAYATE､林雅典､中尾賢太郎､吉田真人､鈴木貴久ら                                                    |
| 100 | 2017年7月5日      | もしかしたら 人気球場よりも行きたくなる球場がまだあるんじゃないの? | 石井一久､片岡安祐美､いけだてつや､斉藤振一郎､渡辺保裕ら                                          |
| 101 | 2017年7月19日     | もしかしたら100回やってきたら1度聞いたのにMCも忘れちゃってるアスリートの伝説があるんじゃないの?                                                                       |                                                                                                 |
| 102 | 2017年7月26日     | マッスル鶏肉クッキング(前半戦) | 岡田隆､塚原直貴､丸高愛実､一木昭吾､張本天傑､柳沼慶則ら                                           |
| 103 | 2017年8月2日      | マッスル鶏肉クッキング(後半戦) | 岡田隆､塚原直貴､丸高愛実､一木昭吾､張本天傑､柳沼慶則ら                                           |
| 104 | 2017年8月9日      | もしかしたらよく見るアレってスポーツが詳しい人でも分からないの?第2弾(前半戦)                                                                                          | グローバー､岡副麻希､森脇健児                                                                    |
| 105 | 2017年8月16日     | もしかしたらよく見るアレってスポーツ詳しい人でも分からないの?第2弾(後半戦)                                                                                            | グローバー､岡副麻希､森脇健児                                                                    |
| 106 | 2017年8月23日     | もしかしたらスポーツって みんなが知らないところでどんどん進化している?                                                                                                | ハマカーン､石井孝法                                                                             |
| 107 | 2017年8月30日     | もしかしたら球場の売り子さんってカワイイだけで簡単に売れちゃうんじゃないの?                                                                                           | レジェンド松下､代走みつくに､ほのか､今井さやか                                                   |
| 108 | 2017年9月6日      | もしかしたらスポーツ界だけで人気のお店ってあるんじゃないの? | 東京03                                                                                          |
| 109 | 2017年9月13日     | もしかしたら花道を飾る野球の引退試合って大人の事情が絡み合って色んな事件が多いんじゃないの?                                                                           | 古田敦也､いけだてつや                                                                           |
| 110 | 2017年9月20日(終) | ビールがすすむスポーツ鉄板エピソード&鈴木長官訪問 | 山本昌､篠原信一､清水宏保､古閑美保､畠山愛理､伊集院光/澤部佑､岡副麻希､鈴木大地                    |

## スタッフ
- ナレーター：ヒカリゴケ片山裕介
- 構成：金森直哉、岸本浩二、鈴木裕士
- TD／SW：松井光太郎
- SW：斉藤伸介
- CAM：小林重徳、佐藤剛、石島隆行
- AUD：谷保明、石原雄一
- VE：富澤貴啓、吉田均、鈴木貴裕
- LD：野崎政克、狩俣篤志
- タイトルCG：加藤誠（パークグラフィックス）
- イラスト：ウラケン
- 編集：古屋卓
- MA：水野学
- 音響効果：星裕介（4-Legs）
- 美術プロデューサー：森健彦
- デザイン：今長和宏
- 美術進行：平山雄大
- 協力：ジャニーズ事務所
- 美術協力：フジアール
- 技術協力：IMAGICA、fmt
- 編成：長嶋大介、鎌瀬慎吾、池田拓也（全員→フジテレビ）
- 取材D：高橋洋平、深海真吾
- AD：岸本泰、小山千尋、石井孝明、佐久間直旺、太田直登、鈴木里菜
- AP：尾台優美、永井美由紀
- 監修：疋田雅一
- 演出：松崎光洋、久野和洋、伊豫直哉、児山昌平、木村亮
- プロデューサー：神尾昌宏（神尾→以前は演出）
- チーフプロデューサー：吉田昇（フジテレビ、一時離脱→復帰）
- 制作協力：D:COMPLEX
- 制作：フジテレビスポーツ局
- 制作著作：フジテレビ

### 過去のスタッフ
- TP：古田洋二、小林錦司、辻本豊
- 編集：石井公二
- 美術進行：丹野ありさ
- 編成：大坊雄二、門脇寛至、原大輔
- AP：小塚裕太郎、福島愛子
- プロデューサー：永盛健之
- チーフプロデューサー：加納慎介（フジテレビ）